# ジョイア (アルバム)
『ジョイア』（Jóia）は、ブラジル人ミュージシャン、カエターノ・ヴェローゾが1975年に発表したスタジオ・アルバム。

## 解説
元々は次作『クアルケル・コイザ』も合わせた2枚組のアルバムとして計画されていたが、最終的には別々のアルバムとして同時発売された。オリジナルLPのカタログ番号は「6349 132」。「ヘルプ」はビートルズのカヴァーで、ヴェローゾは次作『クアルケル・コイザ』でもビートルズの曲を取り上げている。「ルア・ルア・ルア・ルア」と「ジョイア」はガル・コスタに提供した曲のセルフ・カヴァーで、コスタのヴァージョンはアルバム『カンタール』（1974年）に収録されている。
オリジナル・ジャケットの絵はヴェローゾ自身が描いたが、自分と妻と息子の3人の裸が描かれていたことが問題となり、鳥の絵だけを取り出したデザインに変更されたヴァージョンも存在する。
Philip Jandovskýはオールミュージックにおいて5点満点中4.5点を付け「『クアルケル・コイザ』と同様に静かで、ソフトで、アコースティック主体のサウンド」「偉大なアルバムであり、多くの人々にとって、ヴェローゾが残してきた録音の中でも最高傑作の一つ」と評している。
2012年発売の日本盤SHM-CD (UICY-94813)に追加されたボーナス・トラックのうち「レット・イット・ブリード」はローリング・ストーンズのカヴァーで、1976年発売のオムニバス・アルバム『Palco Corpo e Alma』に収録されていた。

## 収録曲
特記なき楽曲はカエターノ・ヴェローゾ作。
1. ミーニャ・ムリェール（妻） - "Minha Mulher" - 4:45
2. グアー - "Guá" (Caetano Veloso, Perinho Albuquerque) - 3:13
3. ペロス・オーリョス（目に映るもの） - "Pelos Olhos" - 2:35
4. アーザ、アーザ（翼） - "Asa, Asa" - 1:37
5. ルア・ルア・ルア・ルア - "Lua, Lua, Lua, Lua" - 3:58
6. カント・ド・ポーヴォ・ヂ・ウン・ルガール（ある土地の民の歌） - "Canto Do Povo de Um Lugar" - 4:10
7. ピポッカ・モデールナ（モダン・ポップコーン） - "Pipoca Moderna" (C. Veloso, Banda De Pífaros De Caruaru) - 3:12
8. ジョイア - "Jóia" - 1:28
9. ヘルプ - "Help" (John Lennon, Paul McCartney) - 2:31
10. グラヴィダーヂ（重力） - "Gravidade" - 2:56
11. トゥード・トゥード・トゥード（すべて） - "Tudo Tudo Tudo" - 2:01
12. ナ・アーザ・ド・ヴェント（風の翼に乗って） - "Na Asa Do Vento" (Luiz Vieira, João do Vale) - 4:07
13. エスカプラーリオ（エスカプラリオ） - "Escapulário" (C. Veloso, Oswald de Andrade) - 2:18

### 日本盤SHM-CDボーナス・トラック
1. レット・イット・ブリード - "Let It Bleed" (Mick Jagger, Keith Richards) - 3:24
2. エンカンタード（ネイチャー・ボーイ） - "Encantado (Nature Boy)" (Eden Ahbez, C. Veloso) - 1:25